# فضيحة سوسورلوك
فضيحة سوسولروك هي فضيحة تورطت بها الحكومة التركية وقواتها المسلحة مع عدد من العصابات الإجرامية المنظمة. ووقعت هذه الفضيحة أثناء ذروة النزاع التركي مع حزب العمال الكردستاني وذلك في أواسط التسعينات من القرن الماضي. وقد تكشفت هذه العلاقة بعد أن طرح مجلس الأمن القومي التركي الحاجة إلى تعبئة موارد البلاد نحو التغلب على حزب العمال الكردستاني الانفصالي المسلح.
وظهرت الفضيحة للعيان بعد حادثة تحطم سيارة في الثالث من نوفمبر عام 1996، وذلك قرب بلدة سوسورلوك التي تقع بمحافظة باليكسير.وكان من ضحايا الحادث نائب مدير شرطة إسطنبول، وعضو برلمان تزعم قبيلة كردية قوية، وقائد منظمة الذئاب الرماديون (وهو قاتل مأجور ومن المطلوبين على قائمة الشرطة الدولية الإنتربول).
وكانت تركيا قد دخلت بنزاع محدود لكنه مستمر بشكل تصاعدي مع حزب العمال الكردستاني منذ عام 1984. إلا إن الصراع بلغ ذروته مع تخطيط الحزب لإعلان استقلال الأكراد بحلول عام 1994. ونشب جدل محتدم في مجلس الأمن القومي التركي، مع نهاية عام 1992، حول كيفية معالجة الوضع الجاري، حيث فضل الحمائم كالرئيس تورجوت أوزال والجنرال أشرف بيتليس عدم اللجوء للحلول العسكرية، إلا أن هذين الرجلين ما لبثا أن توفيا عام 1993. وبنفس العام، أمر مجلس الأمن القومي بشن حملة عمليات سرية باستخدام القوات الخاصة. وقد ساهم الفرع التركي من منظمة الجلاديو، أو المنظمة المضادة للمليشيات المسلحة [الإنجليزية]، بمعظم أفراد هذه العمليات الخاصة.
وكلفت نائبة رئيس الوزراء تانسو تشيلر قوات الشرطة، التي قادها محمد آجار آنذاك، بمهمة شل حركة حزب العمال الكردستاني واغتيال قائدها عبد الله أوجلان. وكانت وحدة الشرطة المسؤولة عن تنفيذ هذه المهمة هي إدارة العمليات الخاصة، واشترك معها أيضا القاتل المأجور عبد الله جاتلي. وقد دب الذعر بصفوف منظمة الاستخبارات الوطنية [الإنجليزية]، ذلك أنها قد استعانت سابقا بجاتلي لتنفيذ عمليات انتقامية ضد المنظمة الأرمنية المسلحة، الجيش السري الأرمني لتحرير أرمينيا ASALA [الإنجليزية]. وكان من أشد القلقين من هذا الوضع محمد عيمور الذي يعمل في إدارة العمليات ومكافحة الإرهاب في منظمة الاستخبارات الوطنية، وهو من كانت لديه خلافات مريرة مع محمد آجار، وأصبحت الفضيحة توصف لذلك بأنها «معركة المحمدان».
وكغيرها من المنظمات التي تعمل بنفس الأسلوب، كان يتم تمويل حزب العمال الكردستاني، جزئيا، عبر نشاطات الإتجار بالمخدرات. وبدلا من أن تعمل تلك الفصائل الحكومية التركية على منع حزب العمال الكردستاني من التربح من النشاطات غير القانونية، فإنها تصارعت فيما بينها على من يحل مكانه. وقد وصف الخبير الاستخبارتي ماهر كايناك معسكر الشرطة على أنه «الموالي لأوروبا»، ومعسكر منظمة منظمة الاستخبارات الوطنية على أنه «الموالي لأمريكا». ويجني من يرتكب مثل هذه النشاطات أرباحا تقدر بمليارات الدولارات من خلال تهريب المخدرات. وكانت الخسائر التي تكبدتها البلاد من جراء عرقلة عمليات التجارة مع العراق بسبب حرب الخليج الثانية عام 1991 قد دفعت الدولة جزئيا إلى تبني هذه النشاطات غير القانونية، أو على الأقل فإنها كانت تقوم بتبريرها. وحتى تتضح صورة هذه المسألة، فإن تجارة مخدرات الهيروين كانت تساوي حينها 50 مليار دولار، بينما لا تتعدى ميزانية الدولة السنوية مبلغ 48 مليار دولار آنذاك.
ورغم أن آجار وتشيلر استقالا بعد وقوع الفضيحة، إلا أن أيًا منهما لم يقدم لمحاكمات أو عقوبات. فآجار تمت إعادة انتخابه عضوا بالبرلمان (كقائد لحزب الطريق القويم). أما الناجي الوحيد من حادث السيارة، زعيم العصابة سادات بوجاك، أطلق سراحه. ولهذا فإن مرتكبي هذه الأعمال قد فلتوا من العدالة بطريقة أو بأخرى. إلا أنه من الناحية الأخرى، فإن بعض الإصلاحات قد أجريت، ومنها على سبيل المثال إعادة هيكلة وكالة الاستخبارات بحيث أدى ذلك إلى التخلص من الصراع الداخلي بين أجهزتها، وذلك بدءا من تفكيك الإدارة التي كان يتولاها عيمور بشكل كامل.